# アンスデノー
アンスデノー（ハイチ語: Ansdeno, 仏: Anse-d'Hainault）はハイチ南西部のコミーン。グランダンス県アンスデノー郡に属し、チビウォン（チブロン）半島の先端部に位置する。2015年の推定人口は 36,401 人。北にダム・マリー、北東にシャンベラン、東にモウォン、南にレジワと接し、西はカリブ海に臨む。レカイは東南東約80km。
バナナ、コーヒー、カカオなどが栽培され、マンガン、ボーキサイトを産出する。守護聖人は洗礼者ヨハネで6月24日が祝日である。

## 脚註
1. 1 2  “Haiti: administrative units, extended”.   geoHive. 2016年10月5日時点のオリジナルよりアーカイブ。2023年11月13日閲覧。